# Sonntage im August

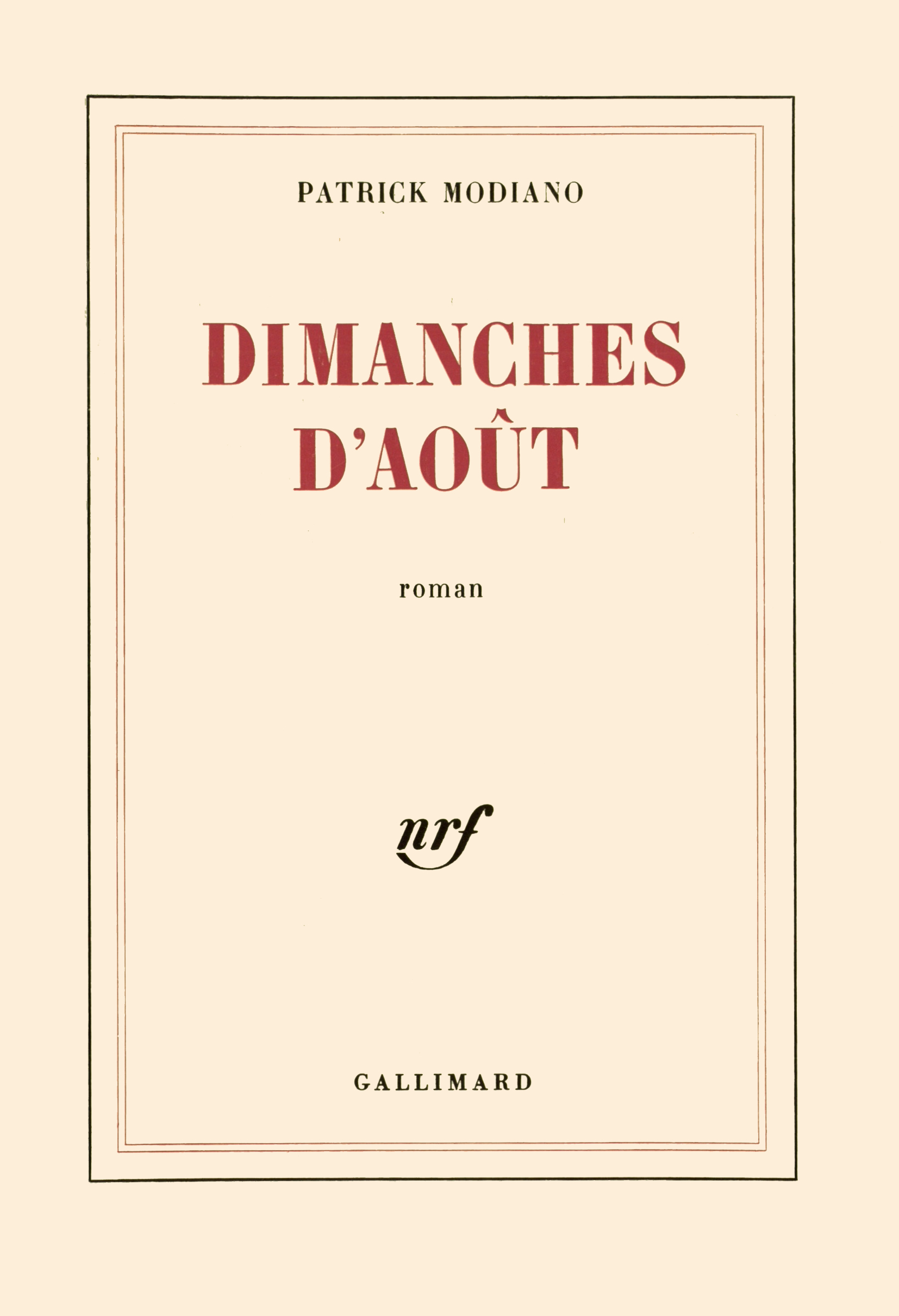
Buchcover im Original

Sonntage im August (Originaltitel: Dimanches d’août) ist ein Roman des französischen Schriftstellers Patrick Modiano. Er erschien im Jahr 1986 in der Programmreihe Collection Blanche der Éditions Gallimard. Die Übersetzung ins Deutsche stammt von Andrea Spingler und erschien im Jahr 1989 im Suhrkamp Verlag.

## Inhalt
Eine Begegnung Mitte der 1980er Jahre in Nizza ruft dem Erzähler – er heißt Jean, aber sein eigener Name fällt nur ein-, zweimal kurz nebenbei – schmerzhaft Ereignisse in Erinnerung, die sieben Jahre zurückliegen. Allerdings fügt er hinzu: „Im übrigen gab es keine Ereignisse. Niemals. Dies Wort ist unpassend. [...] Alles hat sich in Ruhe und unmerklich abgespielt.“
Jean begegnet in Nizza einem gewissen Frédéric Villecourt, der sich dort jetzt als Straßenhändler verdingt, der aber früher einmal mit Sylvia Heuraeux zusammengelebt hat. Zur Zeit jener sieben Jahre zurückliegenden „Ereignisse“ sind Jean und Sylvia gemeinsam in Nizza gestrandet. Sie sind im Besitz eines riesigen Diamanten, der in einschlägigen Verzeichnissen sogar mit seinem Namen aufgeführt ist – „das Kreuz des Südens“. Sylvia trägt ihn demonstrativ an einer Halskette – das sei immerhin noch der beste Ort, ihn vor Diebstahl zu sichern. Wie sie an diesen Diamanten gelangt sind, davon berichtet der Erzähler erst im letzten Teil seiner Geschichte. Auch Villecourt ist ihrer nach Nizza führenden Fährte gefolgt, vor allem jedoch machen sie die Bekanntschaft eines Mannes, der sich als Amerikaner ausgibt und einen Wagen mit CD-Plakette fährt, Virgil Neal, und seiner Frau Barbara. Die Neals laden sie in ihre Villa ein, man geht aus zu gemeinsamen Abendessen, und ... Jean und Sylvia gehen ihnen in die Falle. Bei einer Autofahrt wird Jean mit einem simplen Trick zum Verlassen des Wagens überredet; als er zurückkehrt, ist das Auto verschwunden und mit ihm die Neals und Sylvia. Später wird er erfahren, dass in der betreffenden Nacht, ganz in der Nähe, ein Auto in eine Schlucht gestürzt und ausgebrannt ist. Und er wird etwas über die Geschichte der Villa, in der die Neals ihr Domizil bezogen hatten, und den wirklichen Namen jenes Mannes erfahren, der sich als Virgil Neal ausgibt: Paul Alessandri.
Noch weiter zurückgehen schließlich die Erinnerungen des Erzählers – an den Ort und in die Zeit, als er sich in Sylvia verliebte. Er war Fotograf, arbeitete an einem Bildband über die „Flußbäder [...] in der Umgebung von Paris“. In einem jener Bäder, im „Beach von La Varenne“, begegnen sie sich. Sie lädt ihn zum Besuch in das Haus ein, das sie mit Villecourt und dessen Mutter bewohnt, und bald wird ihr Verhältnis enger. Villecourt ist mit anderen Dingen beschäftigt. Er plant, einen wertvollen Diamanten für viel Geld zu kaufen und, so hofft er, für noch mehr Geld wieder zu verkaufen. – Eines Nachts besucht Sylvia wieder einmal Jean in seinem Hotelzimmer, „um ihren Hals [...] an einer sehr dünnen Kette“: der Diamant. Gemeinsam suchen sie das Weite. Eine kurze Zeit des Glücks in La Baule erleben sie noch – „Sonntage im August“, bis ihre „Flucht [...] in Nizza ihr Ende nimmt“.

## Hintergrund

### Autobiographisches
„Das Kreuz des Südens.“ In seiner Autobiographie Ein Stammbaum erwähnt Modiano für die Zeit der deutschen Besetzung Frankreichs einen Freund seines Vaters: Georges Giorgini-Schiff. Es heißt dann weiter: „Mein Vater hat ihm einen sehr großen rosa Diamanten, das »Kreuz des Südens«, abgekauft, den er nach dem Krieg, als er keinen Sou mehr hatte, weiterzuverkaufen suchte.“

### Zeitgeschichtliches
„Virgil Neal.“ Es ist der Name einer realen Person, die der vorgebliche Virgil Neal des Romans benutzt, und tatsächlich hat ein E. Virgil Neal jene Villa, in die im Roman Jean und Sylvia eingeladen werden, erbauen lassen. Sie existiert noch heute in Nizza, gelegen am Boulevard Cimiez – das „Château d’Azur“. Jener E. Virgil Neal, nach dem in Nizza sogar eine Avenue benannt ist, war eine schillernde Persönlichkeit: Er begann seine Karriere als Hypnotiseur mit Bühnenauftritten unter dem Künstlernamen „Xenophon LaMotte Sage“ und war später Industrieller mit guten Kontakten zu den deutschen Besetzern Frankreichs. Eines seiner Produkte war der Kosmetikartikel „Tokalon“. Als im Roman sich langsam die Identität jenes Mannes klärt, der sich ca. 1980 als Virgil Neal ausgegeben hatte, heißt es ironisch, dann müsse dies Tokalon wohl ein „Elixier für ewige Jugend“ sein. Der reale E. Virgil Neal war 1949 im Alter von 80 Jahren gestorben.
„Paul Alessandri.“ So wie Jean, der Erzähler, – als Teil der Romanhandlung – irgendwann erfährt, dass es sich bei dem vorgeblichen Virgil Neal „in Wirklichkeit“ um Paul Alessandri handelt, den Sohn des ehemaligen Gärtners der Villa „Château d’Azur“, so hat der Autor des Romans, Patrick Modiano, auch hier für die fiktive Romanfigur den Namen einer realen Person verwendet. Paul Alessandri war ein Mann aus dem kriminellen Milieu; nach einer Verhaftung im Jahr 1943 wurde er von den deutschen Besetzern unmittelbar darauf wieder freigelassen.
„W. Vennemann.“ Einmal erwähnt der Erzähler, dass er für sein Buchprojekt über die Flußbäder ein Vorbild gehabt habe: Das Buch eines Fotografen mit dem Namen W. Vennemann über Monte Carlo. Wie so häufig bei Modiano hat es mit dieser nebenher gemachten Erwähnung eine besondere Bewandtnis. Dieses Buch Monte Carlo und diesen Fotografen W. Vennemann hat es tatsächlich gegeben. Der Fotografie-Historiker Eckhardt Köhn ist der Geschichte nachgegangen und hat die Ergebnisse seiner Recherchen in einem Artikel für die Frankfurter Allgemeine Zeitung veröffentlicht. Wolfgang Vennemann hatte neben dem Monte-Carlo-Band, der 1936 erschienen war, einige weitere Fotoreportagen und -bücher veröffentlicht, als er die Tätigkeit antrat, die möglicherweise Patrick Modianos Aufmerksamkeit fand: Während der Besetzung Frankreichs wurde Vennemann Propagandafotograf für die Armee Nazi-Deutschlands. Viele seiner Fotos aus dieser Zeit sind erhalten geblieben und lagern inzwischen in französischen Archiven und im Deutschen Bundesarchiv. Die im Bundesarchiv vorhandenen Fotografien Vennemanns sind Wikimedia Commons zur Verfügung gestellt worden.

## Ausgaben
- Dimanches d’août. (Französische Erstausgabe.) Éditions Gallimard, Paris 1986, ISBN 978-2-07-070759-1.
- Sonntage im August. (Deutsche Erstausgabe, aus dem Französischen von Andrea Spingler.) Suhrkamp Verlag, Frankfurt am Main 1989, ISBN 3-518-40169-6.
- Sonntage im August. (Aus dem Französischen von Andrea Spingler.) Suhrkamp Verlag, Berlin 2019, suhrkamp taschenbuch 4620, ISBN 978-3-518-46620-9.

## Verfilmung
Eine filmische Adaption des Romans realisierte der französische Regisseur Manuel Poirier im Jahr 2000 unter dem Titel Te quiero. Die Hauptrollen spielten Philippe Bas und Marine Delterme.